# P&O Ferries
P&O Ferries är en brittisk rederigrupp med omfattande färjetrafik, framför allt mellan Frankrike och England (Calais–Dover), men också på rutter i Nordsjön Nederländerna–England (Rotterdam–Kingston upon Hull) och Belgien–England (Zeebrugge–Kingston upon Hull), över Irländska sjön mellan Skottland och Nordirland (Cairnryan–Larne och Troon–Larne). Fram till 2010 hade man även trafik mellan England och Spanien (Portsmouth–Bilbao) men denna linje är numera nedlagd.
Rederiets passagerartrafik representeras i Skandinavien av Ferry Center i Ystad.